# 에스테반 캄비아소
에스테반 마티아스 캄비아소 델레아우(스페인어: Esteban Matías Cambiasso Deleau, 1980년 8월 18일, 부에노스아이레스 ~ )는 아르헨티나의 전 축구 선수, 현 축구 코치로, 선수 시절 포지션은 수비형 미드필더이다.

## 클럽 경력
캄비아소는 레알 마드리드 CF 유스 출신이었지만 아르헨티나로 돌아와서 3시즌 간 활약했고 이 경험을 바탕으로 레알로 와서 2년간 뛰었다. 그러나 그는 뚜렷한 성적을 남기지 못 하고 이탈리아로 오게 된다.
그러나 FC 인테르나치오날레 밀라노로 이적하면서 자신의 진가를 보여줄 수 있었다. 캄비아소는 10년간 인테르의 소속으로 있으면서 5번의 스쿠데토 획득을 하였다. 그리고 2009-10 시즌엔 인테르가 코파 이탈리아와 UEFA 챔피언스리그 정상까지 오르면서 트레블의 위업을 달성하는데 일조하였다.
그러다 2014년. 레스터 시티 FC로 이적하며 팀의 중심이 되어 레스터시티를 강등의 위기에서 잔류를 확정 짓게되는 결정적인 선수가 된다.

## 국가대표팀 경력
캄비아소는 52경기에 출전하여 5골을 기록하였다.
2006년 FIFA 월드컵에서 아르헨티나 축구 국가대표팀 소속으로 활약하였으며, 세르비아 몬테네그로전에서는 교체로 나와 드리블 없이 대표팀 전체의 24번 패스 끝에 팀의 두 번째 골을 넣었다. 이외에도 조별예선 코트디부아르 전과 네덜란드전에서도 풀타임을 소화했으며 16강 멕시코 전에서도 선발로 출전하였다. 그러나 8강전 독일에서는 교체로 출전해 승부차기 마지막 키커로 나와 실축하는 바람에 아르헨티나가 월드컵에서 탈락하는 것을 쓸쓸히 지켜봐야 했다. 그리고 그것이 그의 처음이자 마지막 월드컵이 되었다.
2010년 FIFA 월드컵에서도 소속팀이 트레블을 하는 등 기대를 모았으나 디에고 마라도나 감독의 아르헨티나 축구 국가대표팀 엔트리에서 제외되었다.
그리고 두 번의 코파 아메리카 대회에도 출전하였으나 정상에 오르지는 못 했다.

## 수상

#### 리버 플레이트
- 프리메라 디비시온 아르헨티나 클라우수라: 2002

#### 레알 마드리드
- 라 리가: 2002-03
- 인터콘티넨털컵: 2002
- UEFA 슈퍼컵: 2003
- 스페인 슈퍼컵: 2003

#### 인테르나치오날레
- 세리에 A: 2005-06, 2006-07, 2007-08, 2008-09, 2009-10
- 코파 이탈리아: 2004–05, 2005–06, 2009–10, 2010–11
- 이탈리아 슈퍼컵: 2005, 2006, 2008, 2010
- UEFA 챔피언스 리그: 2009-10
- FIFA 클럽 월드컵 : 2010

#### 올림피아코스
- 그리스 슈퍼리그 : 2015–16, 2016–17

#### 아르헨티나
- 남아메리카 청소년 선수권 대회: 1997, 1999
- FIFA 세계 청소년 선수권 대회: 1997

### 개인
- ESM 올해의 팀 : 2005-06
- 피라타도르 : 2005
- 레스터 올해의 선수 : 2014-15
- 인테르 명예의 전당 : 2020

## 기타
- 캄비아소는 탈모증이 있다. 그래서 30살이 되기도 전에 대머리가 되었다. 현재는 아예 깔끔함을 위해 삭발을 하고 다닌다.
- 머리가 없어서 문어라는 별명이 있다
- 캄비아소는 원래 농구를 좋아했다[1]